# Praegnophosema
Praegnophosema là một chi bướm đêm thuộc họ Geometridae.